# تاریخ ادبیات ایران پیش از اسلام
تاریخ ادبیات ایران پیش از اسلام  کتابی از احمد تفضلی در باب تاریخ ادبیات ایران اعم از ادبیات مادی، فارسی باستان، اوستایی، پهلوی، و مانوی تا پیش از ظهور اسلام است. این کتاب نخستین بار در سال ۱۳۷۶ شمسی به چاپ رسیده‌است و برندهٔ جایزهٔ کتاب سال جمهوری اسلامی ایران بوده‌است. در این کتاب که مستندترین و جامع‌ترین تحقیق در این زمینه به شمار می‌آید، آثار بازمانده از زبان‌های باستانی ایران چون اندرزنامه‌ها و رساله‌های تعلیمی اعم از دینی و فلسفی و کلامی و اخلاقی و علمی و فقهی و حقوقی و تاریخی و داستانی و نیز درباره انواع خط و کتیبه ها و تاریخ قبل از اسلام و سلسله ها مورد بحث و بررسی قرار گرفته‌است.
این کتاب، یک سال پس از مرگ تفضلی؛به کوشش ژاله آموزگار ،همکار مشترک وی در بسیاری از آثار انتشار یافته او ، زیر چاپ رفت

## منبع
- شریفی، محمد (۱۳۸۷).  محمد‌رضا جعفری، ویراستار. فرهنگ ادبیات فارسی‌. تهران: فرهنگ نشر نو و انتشارات معین. شابک ۹۷۸-۹۶۴-۷۴۴۳-۴۱-۸.